# ブタミントン
ブタミントンは、1987年に野村トーイから発売された日本の玩具。

## 概要
基本的なルールはバドミントンと同じで、2人（シングルス）または4人（ダブルス）で遊ぶ。
ブタの形をしたラケットと合成樹脂製の羽根、プラスチック製のネットが1セットになっており、ラケットの腹を押した際の気圧でブタの鼻から出る空気を羽根に当てて相手側の陣地に羽根を落とすことでポイントが加算される。羽根に鼻息を吹きかける回数に制限は無いが、競技者が自分の鼻や口で息を吹きかけたり羽根を扇いだりする行為はルール違反とされている。
シンプルながらも奥の深いゲーム性とネーミングセンスの良さで人気商品となり、姉妹商品としてブタミントンプロ及びジャンボブタミントンも発売された。しかし、野村トーイが米国・ハズブロ社による買収を経て1998年に解散したことに伴い、生産中止となった。その後、2004年と2025年（予定）にメガハウスから再発売されている。
ラケットをクレヨンしんちゃんのキャラクターを模した人形に変更した、クレヨンしんちゃん　対決！ぶーぶーケツミントンが2017年にセガトイズより発売されている。

### 姉妹商品
ブタミントンプロ
ネットの中央部に羽根を置き、ボタンを押すと羽根が真上に浮き上がるオートサーブ機能を搭載している。
ジャンボブタミントン
ネットを大型化し、テーブルでなく床に直接置くことによりインドアスポーツ的な要素が加わっている。